# Luigi Rados

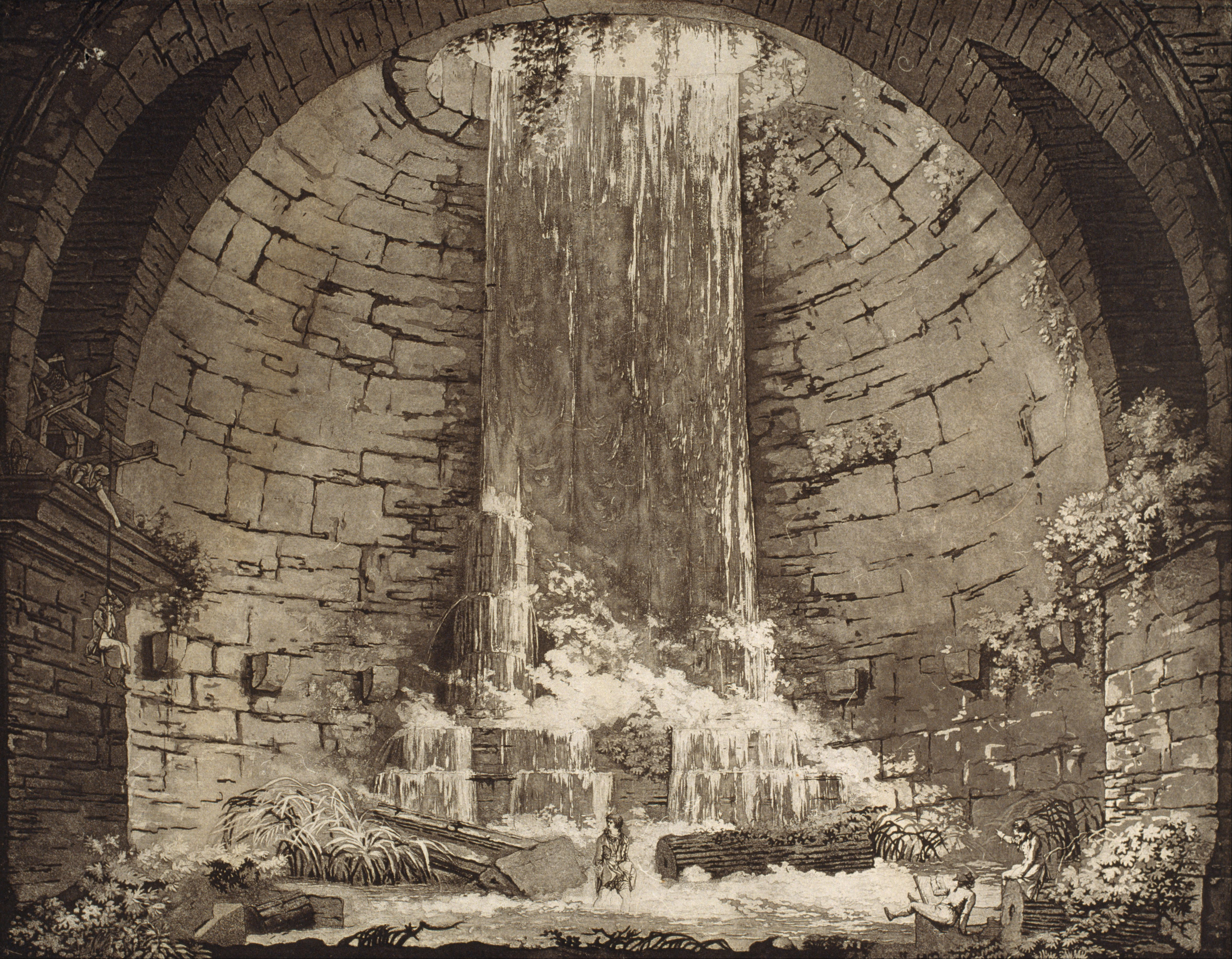
Rotunda Converted as Baths conservat al MNAC.

Luigi Rados (Parma (Itàlia), 19 d'octubre de 1773 - Milà, 1840) va ser un gravador italià. Va néixer a Parma i va ser educat a l'Acadèmia d'aquesta ciutat. Els seus gravats més destacats són aquells que representen a l'Emperador Francesc II segons Jean-François Bosio i el rei Ferran, també per Bosio. Al Museu Nacional d'Art de Catalunya es conserva obra seva.